# نيكو أوت
نيكو أوت (بالألمانية: Niko Ott)‏ هو مجدف ألماني، ولد في 9 يوليو 1945 في كونستانس في ألمانيا.

## وصلات خارجية
- نيكو أوت على موقع الاتحاد الدولي للتجديف (الإنجليزية)
- نيكو أوت على موقع اللجنة الأولمبية الدولية (الإنجليزية)
- نيكو أوت على موقع أوليمبيديا (الإنجليزية)